# 四十六泡
四十六泡是一个位于中国吉林省长岭县的湖泊，面积约为12.7平方千米，平均水深约为1米。